# Arnis Mednis
Arnis Mednis (Riga, 18 ottobre 1961) è un cantante lettone, rappresentante della Lettonia all'Eurovision Song Contest 2001 con il brano Too Much.

## Biografia
Diplomato al liceo musicale Emīls Dārziņš e poi all'Accademia della Musica Lettone Jāzeps Vītols di Riga, Arnis Mednis ha avviato la sua carriera musicale negli anni '80 come parte del gruppo Odis.
Il 24 febbraio 2001 ha partecipato alla seconda edizione di Eirodziesma, la selezione lettone per l'Eurovision, cantando il suo inedito Too Much. Pur non avendo vinto il televoto, ha ricevuto abbastanza voti dalla giuria da essere incoronato campione. All'Eurovision Song Contest 2001, che si è tenuto il successivo 12 maggio a Copenaghen, si è piazzato al 18º posto su 23 partecipanti con 16 punti totalizzati (8 dall'Estonia e 8 dalla Lituania, dove è stato il terzo preferito dal televoto).

## Discografia

### Album in studio
- 1989 – Sātana radītā (con gli Odis)
- 1996 – Shake Before Use (con gli ExPatriots)
- 1999 – Cooler
- 2001 – Spaceman
- 2002 – Pepija – dziesmas teātra izrādei

### Raccolte
- 2011 – Šodien ārā saulains laiks

### Singoli
- 2001 – Too Much